# چساپیک انرژی
چساپیک انرژی (انگلیسی: Chesapeake Energy) شرکت نفت و گاز آمریکایی است، که در سال ۱۹۸۹ توسط اوبری مکلندان و تام وارد تأسیس شد. ظرفیت تولید نفت خام شرکت چساپیک انرژی در حدود ۴۸۴ هزار بشکه در روز می‌باشد. حجم ذخایر قابل برداشت این شرکت بالغ بر ۱٫۵ میلیارد بشکه برآورد می‌شود.